# Дунаев, Иван Яковлевич
Ива́н Я́ковлевич Дуна́ев (1905—1975) — майор Красной армии, участник Великой Отечественной войны, Герой Советского Союза (1945), лишён всех званий и наград в связи с осуждением.

## Биография
Иван Дунаев родился 25 декабря 1905 года в селе Мачкасы (ныне — Шемышейский район Пензенской области) в крестьянской семье. Происхождением  мордвин-эрзя. После окончания четырёх классов церковно-приходской школы в 1916 году работал в родном селе.
В 1927 году был призван в Рабоче-крестьянскую Красную армию. В 1929 году был уволен в запас, проживал и работал в ряде областей СССР. В 1937 году вступил в ВКП(б), в 1938 году окончил Могилёвско-Подольскую партшколу.
В июне 1941 года по мобилизации вторично призван в Красную Армию, направлен политработником на фронт. Был назначен на должность политрука роты 134-го стрелкового полка 299-й стрелковой дивизии Юго-Западного фронта. 5 августа 1941 года получил тяжёлое ранение в районе города Коростень. В феврале 1942 года направлен на Южный фронт, в мае 1942 года назначен замполитом 17-го лёгкого горного батальона; вскоре после этого был повторно ранен.
В июле 1942 года направлен на краткосрочные курсы усовершенствования политсостава в Уральский военный округ, окончил их в ноябре и вернулся на фронт. 25 января 1943 года вновь был тяжело ранен. В мае 1943 года направлен на учёбу в группу командиров рот при курсах младших лейтенантов Юго-Западного фронта в Новочеркасске. С сентября 1943 года — командир роты автоматчиков 481-го стрелкового полка 320-й стрелковой дивизии на Южном (впоследствии — 1-м Украинском) фронте. С января 1944 года болел, после выздоровления в апреле 1944 года находился в резерве, и лишь в конце мая он был назначен командиром роты 216-го гвардейского стрелкового полка.
В 1944 году участвовал в Белорусской наступательной операции, освобождении Люблина, броске на Вислу. 1 августа 1944 года участвовал в форсировании Вислы и создании и расширении до 15 километров Магнушевского плацдарма в районе деревни Малый Магнуш, ставшего впоследствии стартовой позицией для броска на Одер. С конца 1944 года тяжело болел, был откомандирован в тыл.
24 марта 1945 года Указом Президиума Верховного Совета СССР гвардии капитан Иван Дунаев был удостоен высокого звания Героя Советского Союза с вручением ордена Ленина и медали «Золотая Звезда» за номером 6847.
В апреле 1945 года по окончании курсов был назначен заместителем командира мотострелкового батальона 4-го гвардейского стрелкового корпуса. 26 апреля 1945 года присвоено звание майора. 30 января 1946 года уволен в запас по болезни.
Проживал в Днепропетровске, работал на деревообделочном комбинате заместителем директора.
Нанёс тяжкие телесные повреждения двум гражданам, за что был осуждён к лишению свободы. 4 марта 1958 года Указом Президиума Верховного Совета СССР Дунаев был лишён всех званий и наград. Умер 8 февраля 1975 года.
Был также награждён орденом Красной Звезды (04.08.1944), медалями «За взятие Берлина» и «За Победу над Германией».